# Helagsglaciären
Helagsglaciären är en glaciär  i Helags i Sverige. Glaciären är en nischglaciär som har utvecklats från en snölega i en sänka på bergsidan. 
Glaciären har blivit karterad av Fredrik Enquist 1908 och av Jan Lundqvist 1969. I dessa karteringar har glaciären delats upp i två delar, en nordlig som har en bred karaktär, och en sydlig som har en mer typisk form för nischglaciärer. När glaciären karterades 2008 uppmättes storleken 0,48 km². 

## Galleri

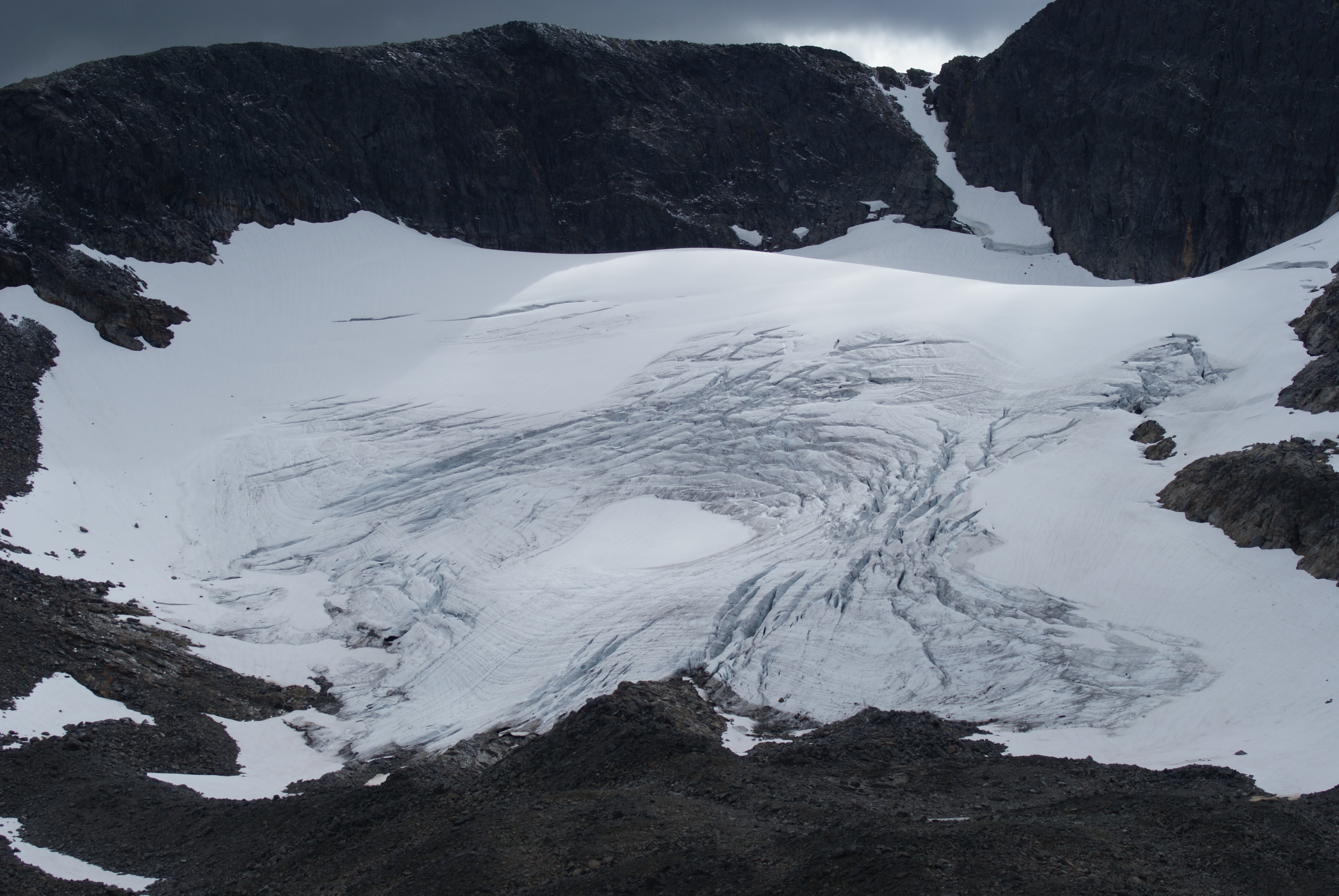
Helagsglaciären i augusti 2009.
Flygfoto över Helagsglaciären från cirka 1960.